# Івиця (Бєлгородська область)
Івиця (рос. Ивица) — село у Корочанському районі Бєлгородської області Російської Федерації.
Населення становить 357 осіб. Входить до складу муніципального утворення Соколовське сільське поселення.

## Історія
Населений пункт розташований у східній частині української суцільної етнічної території — східній Слобожанщині.
Згідно із законом від 20 грудня 2004 року № 159 від 20 грудня 2004 року органом місцевого самоврядування є Соколовське сільське поселення.

## Населення
| 2002 | 2010 |
| ---- | ---- |
| 387  | ↘357 |